# 都市論
都市論（としろん、英語: urban studies、urban theory、city theory）とは、都市についての言説である。都市社会学や都市人類学・都市史・都市地理学・都市工学といった複数の学問領域を横断する知により構成される。

## 参考資料
- 有末, 賢「「都市論と都市社会学」に参加して」『日本都市社会学会年報』第1993巻第11号、日本都市社会学会、1993年、32-36頁、doi:10.5637/jpasurban1983.1993.32。
- 吉見, 俊哉「都市論と都市社会学」『日本都市社会学会年報』第1993巻第11号、日本都市社会学会、1993年、40-41頁、doi:10.5637/jpasurban1983.1993.40。